# Mont-Saint-Père
Mont-Saint-Père település Franciaországban, Aisne megyében. Lakosainak száma 689 fő (2022. január 1.). Mont-Saint-Père Chartèves, Épieds, Fossoy, Gland, Mézy-Moulins és Verdilly községekkel határos.

## Népesség
A település népességének változása:
| Lakosok száma | 391  | 544  | 538  | 692  | 709  | 710  | 700  | 694  | 692  | 689  |
|               | 1968 | 1990 | 1999 | 2011 | 2013 | 2016 | 2017 | 2019 | 2020 | 2022 |